# 林尚義
林尚義（英語：Spencer Lam Sheung Yee，1934年12月14日—2009年4月23日），香港足球運動員、足球評述員暨前教師，和影視兩棲演員。林曾代表中華民國參加多項國際足球賽，有重炮手及䱽魚等稱號，晚年被尊稱為阿叔。

## 早年經歷
林尚義生於一個殷實家庭，有8個姊姊及一個哥哥，是么子，父母在九龍城有一幢大廈收租，在青山公路擁有6塊土地。經濟環境許可，令他自小參與足球運動無後顧之憂。
林尚義曾就讀威靈頓英文中學，後來畢業於香江書院經濟系及葛量洪教育學院，為了賺錢供養兒子升學，他一度同時擔任教師、足球員及足球評述員，先後在聖士提反書院附屬小學及文理書院任教體育，社會及中國語文等科目。他在聖士提反書院附屬小學任教時是體育主任，1963年8月獲聘於北角聖維德英文書院擔任體育教練。

## 球會生涯
林尚義在13歲開始參與沙地小型足球，於1953年加入中華乙組隊，翌年獲得東方賞識，20歲展開甲組球員生涯，出道時司職前鋒的他在1954至1955年球季季初對聖約瑟的比賽攻入四球，技驚四座。被球迷形容為「重炮手」、左右開弓的他於1955年轉投傑志，表現不似預期，任後備的時間居多。
林尚義於1957年重返東方尋求正選位置，改任後衛，表現出色，且獲召入中華民國代表隊。1960年，他再度重返傑志，薪酬待遇屬全隊最高。1961年，林尚義為華聯出戰瑞士青年人的賀歲盃表演賽，捲入踢假球醜聞，被指控沒有盡力比賽，最後被足總判罰記大過，不能擔任隊長職位一年。其後一季因表現不佳，一度被傑志「雪藏」，甚至扣減車馬費，於是他在1962年轉會五一七。
1970年，年事已高的他被東方放棄，遂轉投流浪。1971年，林尚義帶領流浪奪得甲組聯賽及銀牌雙料冠軍後原打算退役，其後獲東方邀請加盟，並在下半季兼任該隊主教練一職，至1973年掛靴。1973年至1975年，他擔任香港隊時任主教練何應芬的副手，協助香港隊不同梯隊的訓練工作。

## 國際賽生涯
1958年，他代表中華民國參加東京亞運會，雖然司職中衛的他在決賽中被罰出場，但仍能協助球隊衛冕足球金牌。當年的陣容還包括「香港之寶」姚卓然、莫振華、何應芬等人，而執教的是有「中國球王」美譽的李惠堂。兩年後，他再度代表中華民國參加羅馬奧運會。1959年，他代表中華民國參加1960年亞洲盃足球東區預賽，在賽事中中國隊首次與香港隊作賽並射入一球，協助球隊出線亞洲盃。
1967年，他帶領中華民國在1968年亞洲盃外圍賽力克日本、南韓等勁旅，成功出線，該屆亞洲盃是他最後一個參與的國際大賽。

## 足球評述員生涯
掛靴之後，林尚義在香港電台展開足球評述員生涯。1977年轉到商業電台，其中最為人熟悉的賽事可算1985年5月19日舉行的1986年世界盃外圍賽亞洲區第四組A，港隊在北京工人體育場以二比一擊敗主場的中華人民共和國隊出線，當時任職商台的林尚義與拍擋蔡文堅現場透過長途電話作評述。
在八十年代中後期，他兼任亞洲電視的足球評述，後來並與黃霑、賴汝正、尹志強、李德能、陳炳安等一同在亞洲電視主持旁述1990年世界杯足球賽。當年亞洲電視的世界杯評述贏盡口碑，林尚義的專業評述功不可沒。
翌年林尚義轉投無綫電視，穿起無綫制服面對鏡頭的第一句話是：「各位觀眾，我轉會啦！」，充份反映林尚義亦莊亦諧的旁述風格。他擔任足球節目《球迷世界》主持，其中他所主持的環節「䱽魚話當年」，訪問不少香港足球名宿，回顧球壇歷史。
憑藉多年來的球員和評述經驗，林尚義對球場上發生的大小事觀察入微，往往令觀眾進一步畫面以外的踢球奧義。他的評述一針見血，對踢得差的球員毫不留情，非常有主見，同時亦見證著數個年代世界球星的誕生。

## 演藝生涯
林尚義獨特的聲線及評述風格亦漸為人熟悉，令他不時獲邀客串廣告、電視劇與電影演出，其中以《古惑仔電影系列》飾演林牧師一角，最為人津津樂道。其中在《超時空要愛》飾演關羽的娘子更為台灣網路社群PTT成員用來製作許多梗圖。

## 個人生活
林尚義曾有過兩段婚姻，23歲時與首任妻子梁美璦結婚，翌年誕下兒子林嘉。而第二任妻子任職《成報》法庭版編輯的劉蕙芳，2005年因急性肝硬化引致內出血身故，終年43歲。妻子突然離世，令林尚義大受打擊，並決定於2005年8月中與無綫電視合約屆滿後退休，及後被無綫挽留至2006年世界盃足球賽。至2006年7月10日凌晨，林尚義及伍晃榮在奧海城完成2006年世界盃決賽旁述，其後林尚義正式宣佈退休，當晚無綫在直播球賽前後均以他榮休為節目內容。同年，林尚義接受醫生建議成功戒煙，結束數十年的吸煙習慣。

## 逝世
2009年4月23日早上11時，林尚義被首任妻子所生兒子林嘉發現在銅鑼灣天后的僑興大廈住所內昏迷不醒，昏迷後被送往律敦治醫院而搶救，延至11時58分證實死亡終告不治，終年74歲。
2009年5月12日，林尚義的辭靈禮舉行，以簡單低調為主，靈車沒有任何裝飾，沒有花牌及布置，亦沒有任何宗教儀式，場內只有一幅阿叔的黑白遺照，旁邊放有兩支蠟燭及十字架。其後，林尚義的骨灰葬於柴灣華人永遠墳場。
無綫電視分別於2009年4月25日有關播出的無綫體育節目《體育世界》以及5月3日播出的《球迷世界》，在節目中及後悼念剪輯了「我們．阿叔永遠懷念您」林尚義為他最後擔任主持之體育節目的片段作最後致敬。

## 軼事
1998年7月3日，林尚義、韓毓霞及郭家明在法國法蘭西體育場，現場旁述1998年世界盃足球賽八強賽由法國迎戰意大利的賽事。中場休息期間，身處香港電視城的主持李克勤與郭家明連線評述兩隊上半場的表現，當時電視鏡頭拍攝到旁邊的林尚義從口袋裡拿出煙包，並抽出一根含在口中準備點燃。當時身處電視城的主持及嘉賓見狀即時起哄，林尚義可能因為聽到起哄聲以及郭家明的示意而意識到正在直播，愕了一愣即放下煙支。李克勤在廣告時段開始前，向法國現場的三人說了一句：「家明！家明！我哋俾啲時間阿叔食少少嘢！睇睇現場嘅精華片段。」（家明！家明！我們給點時間阿叔「吃」點東西！看看現場的精華片段）揶揄林尚義在直播節目吸煙，此事曾引起觀眾熱烈討論。

## 主持節目
亞洲電視
- 《1990年世界杯足球賽》 （1990）

無綫電視
- 《球迷世界》 （1991-2005）
- 《1994年世界杯足球賽》 （1994）
- 《1998年世界杯足球賽》 （1998）
- 《2002年世界杯足球賽》 （2002）
- 《2006年世界杯足球賽》 （2006）

## 參與電影
- 《逃學威龍2》（1992）飾 柔道教練（黃霑在此電影飾演牧師一角，兩人曾在亞視拍檔主持1990年世界盃）
- 《一千零一夜之夢中人》（1995）
- 《紅燈區》（1996）飾 林律師
- 《港督最後一個保鏢》（1996）
- 《藝壇照妖鏡之96應召名冊》（1996）
- 《古惑仔之人在江湖》（1996）飾 牧師
- 《666魔鬼復活》（1996）飾 牧師
- 《古惑仔2之猛龍過江》（1996）飾 牧師
- 《古惑仔3之只手遮天》（1996）飾 牧師
- 《衝鋒隊怒火街頭》（1996）飾 大丹
- 《古惑女之決戰江湖》（1996）
- 《大內密探之零零性性》（1996）
- 《旺角揸Fit人》（1996）飾 尚義哥
- 《97古惑仔之戰無不勝》（1997）飾 牧師
- 《黑玫瑰之義結金蘭》（1997）
- 《愛您愛到殺死您》（1997）
- 《算死草》（1997）
- 《超級無敵追女仔II之狗仔雄心》（1997）
- 《夜半3點鐘》（1997）
- 《愛上百分百英雄》（1997）
- 《迴轉壽屍》（1997）飾 七叔
- 《偉哥的故事》（1998）
- 《超時空要愛》（1998）飾 關羽的妻子胡金定/廟公
- 《每天愛你8小時》（1998）
- 《黑馬王子》（1999）飾 牧師
- 《辣椒教室》（1999）飾 校長
- 《賭俠1999》（1999）飾 林尚偉
- 《失業皇帝》（1999）飾 主角的老闆（太子爺的父親）
- 《勝者為王》（古惑仔VI）（2000）飾 牧師
- 《買兇拍人》（2001）飾 謝老闆
- 《月滿抱西環》（2001）
- 《龍咁威 2003》（2003）飾 二當家
- 《男上女下》（2003）飾 趙世春
- 《鬼馬狂想曲》（2004）聲演 電視旁述員

## 參與電視劇
無綫電視
- 《新父子時代》 客串 （1994）
- 《迷離檔案》 飾 文栢堅 （1997） TVBI網頁[]
- 《廉政行動1998》 飾 老蔡 （1998） 廉政頻道網頁
- 《廉政追擊》飾 林應球 （2001）
- 《肥婆奶奶扭計媳》 飾 包有田 （2005） TVBI網頁 （页面存档备份，存于）

## 音樂
- 攪事世界盃（曾志偉、林敏驄合唱，Featuring 林尚義）（1994）
- 係唔係嘅唧（薛家燕、林海峰、吳君如、林尚義、林寄韻合唱）（電影《黑玫瑰之義結金蘭》主題曲）（1997）

## 廣告
- 德國縱橫天下
- 三生牌鹿茸大補酒
- 波仔飯

## 著作
《香港足球史》與盧德權合著，1990年，集英館

## 廣告配音
- 可口可樂 2006年世界盃
- FedEx 2006年
- 獅威啤酒挑戰盃 2006年
- 日本白兔牌『關滅宣DX』

## 榮譽
- 1958年亞運會男子足球賽金牌（中華民國）
- 1963-64年香港甲組足球聯賽冠軍（傑志）
- 1963-64年高級組銀牌賽冠軍（傑志）
- 1970-71年香港甲組足球聯賽冠軍（流浪）
- 1970-71年高級組銀牌賽冠軍（流浪）

## 外部連結
- 林尚義在香港影庫上的簡介
- Spencer Lam在互联网电影资料库（IMDb）上的資料（英文）
- 在AllMovie上林尚義的頁面（英文）
- 2006世界盃林尚義，TVB
- 傑志歷史
- 影片： （中文）.
- 2004年 - 波仔飯  （页面存档备份，存于），YouTube